# 2005-ös Formula–1 maláj nagydíj
A maláj nagydíj volt a 2005-ös Formula–1 világbajnokság második futama, amelyet 2005. március 20-án rendeztek meg a maláj Sepang International Circuiten, Sepangban.

## Pénteki versenyzők
| Versenyző         | Csapat/Motor      |
| ----------------- | ----------------- |
| Pedro de la Rosa  | McLaren-Mercedes  |
| nem volt          | Sauber-Petronas   |
| Vitantonio Liuzzi | Red Bull-Cosworth |
| Ricardo Zonta     | Toyota            |
| Robert Doornbos   | Jordan-Toyota     |
| nem volt          | Minardi-Cosworth  |

## Időmérő edzés
Fernando Alonso nyerte az időmérőt, Jarno Trulli és Fisichella előtt.
A két Ferrari 12-13. lett.
| Helyezés | Versenyző            | Csapat/Motor      | Összetett idő | Különbség |
| -------- | -------------------- | ----------------- | ------------- | --------- |
| 1        | Fernando Alonso      | Renault           | 3:07.672      | –         |
| 2        | Jarno Trulli         | Toyota            | 3:07.925      | + 0.253   |
| 3        | Giancarlo Fisichella | Renault           | 3:08.448      | + 0.776   |
| 4        | Mark Webber          | Williams-BMW      | 3:08.904      | + 1.232   |
| 5        | Ralf Schumacher      | Toyota            | 3:09.007      | + 1.335   |
| 6        | Kimi Räikkönen       | McLaren-Mercedes  | 3:09.483      | + 1.811   |
| 7        | Christian Klien      | Red Bull-Cosworth | 3:09.589      | + 1.917   |
| 8        | David Coulthard      | Red Bull-Cosworth | 3:09.700      | + 2.028   |
| 9        | Jenson Button        | BAR-Honda         | 3:09.832      | + 2.160   |
| 10       | Nick Heidfeld        | Williams-BMW      | 3:09.917      | + 2.245   |
| 11       | Juan Pablo Montoya   | McLaren-Mercedes  | 3:10.090      | + 2.418   |
| 12       | Rubens Barrichello   | Ferrari           | 3:11.502      | + 3.860   |
| 13       | Michael Schumacher   | Ferrari           | 3:11.633      | + 3.961   |
| 14       | Felipe Massa         | Sauber-Petronas   | 3:11.884      | + 4.212   |
| 15       | Anthony Davidson     | BAR-Honda         | 3:11.890      | + 4.218   |
| 16       | Jacques Villeneuve   | Sauber-Petronas   | 3:12.995      | + 5.323   |
| 17       | Narain Karthikeyan   | Jordan-Toyota     | 3:17.656      | + 9.984   |
| 18       | Tiago Monteiro       | Jordan-Toyota     | 3:17.962      | + 10.290  |
| 19       | Patrick Friesacher   | Minardi-Cosworth  | 3:21.186      | + 13.514  |
| 20       | Christijan Albers    | Minardi-Cosworth  | 3:23.001      | + 15.329  |

## Futam
Alonso végig vezetve nyert (24 másodperces előnnyel), Trulli második, a 10. helyről induló Heidfeld 3. lett Fisichella kiesése után, aki Mark Webberrel ütközött a 35. körben (egyikük sem tudta folytatni a futamot). A dobogósok mögött Montoya, Ralf Schumacher, Coulthard, Michael Schumacher és Klien végzett. A leggyorsabb kört (1:35,483) Kimi Räikkönen autózta. Barrichello, Villeneuve, és Button is kiesett Sepangban.
Alonso a verseny után Fisichellától átvette a vb-vezetést, és a szezon végéig meg is tartotta.
| Helyezés | Rajtszám | Versenyző            | Csapat/Motor      | Futott kör | Idő/Kiesés oka | Rajthely | Pont |
| -------- | -------- | -------------------- | ----------------- | ---------- | -------------- | -------- | ---- |
| 1        | 5        | Fernando Alonso      | Renault           | 56         | 1h31:33.736    | 1        | 10   |
| 2        | 16       | Jarno Trulli         | Toyota            | 56         | + 24.327       | 2        | 8    |
| 3        | 8        | Nick Heidfeld        | Williams-BMW      | 56         | + 32.188       | 10       | 6    |
| 4        | 10       | Juan Pablo Montoya   | McLaren-Mercedes  | 56         | + 41.631       | 11       | 5    |
| 5        | 17       | Ralf Schumacher      | Toyota            | 56         | + 51.854       | 5        | 4    |
| 6        | 14       | David Coulthard      | Red Bull-Cosworth | 56         | + 1:12.543     | 8        | 3    |
| 7        | 1        | Michael Schumacher   | Ferrari           | 56         | + 1:19.988     | 13       | 2    |
| 8        | 15       | Christian Klien      | Red Bull-Cosworth | 56         | + 1:20.835     | 7        | 1    |
| 9        | 9        | Kimi Räikkönen       | McLaren-Mercedes  | 56         | + 1:21.580     | 6        |      |
| 10       | 12       | Felipe Massa         | Sauber-Petronas   | 55         | + 1 kör        | 14       |      |
| 11       | 19       | Narain Karthikeyan   | Jordan-Toyota     | 54         | + 2 kör        | 17       |      |
| 12       | 18       | Tiago Monteiro       | Jordan-Toyota     | 53         | + 3 kör        | 18       |      |
| 13       | 21       | Christijan Albers    | Minardi-Cosworth  | 52         | + 4 kör        | 19       |      |
| Ki       | 2        | Rubens Barrichello   | Ferrari           | 49         | Gumihiba       | 12       |      |
| Ki       | 6        | Giancarlo Fisichella | Renault           | 36         | Baleset        | 3        |      |
| Ki       | 7        | Mark Webber          | Williams-BMW      | 36         | Baleset        | 4        |      |
| Ki       | 11       | Jacques Villeneuve   | Sauber-Petronas   | 26         | Kicsúszás      | 16       |      |
| Ki       | 3        | Jenson Button        | BAR-Honda         | 2          | Motorhiba      | 9        |      |
| Ki       | 4        | Anthony Davidson     | BAR-Honda         | 2          | Motorhiba      | 15       |      |
| Ki       | 20       | Patrick Friesacher   | Minardi-Cosworth  | 2          | Kicsúszás      | 20       |      |

## A világbajnokság élmezőnyének állása a verseny után
| H | Versenyzők           | Pont | H | Konstruktőrök     | Pont |
| - | -------------------- | ---- | - | ----------------- | ---- |
| 1 | Fernando Alonso      | 16   | 1 | Renault           | 26   |
| 2 | Giancarlo Fisichella | 10   | 2 | Toyota            | 12   |
| 3 | Jarno Trulli         | 8    | 3 | Red Bull-Cosworth | 11   |
| 4 | Rubens Barrichello   | 8    | 4 | Ferrari           | 10   |
| 5 | Juan Pablo Montoya   | 8    | 5 | Williams-BMW      | 10   |

## Statisztikák
Vezető helyen:
- Fernando Alonso: 51 (1-21 / 25-40 / 43-56)
- Giancarlo Fisichella: 1 (22)
- Kimi Räikkönen: 2 (23-24)
- Jarno Trulli: 2 (41-42)

Fernando Alonso 2. győzelme, 4. pole-pozíciója, Kimi Räikkönen 7. leggyorsabb köre.
- Renault 19. győzelme.